# Вальтер Гнамм
Вальтер Гнамм (нім. Walther Gnamm; 28 травня 1895, Альпірсбах — 20 квітня 1947, Гарміш-Партенкірхен) — німецький офіцер, доктор стоматології, генерал-майор люфтваффе.

## Біографія
22 березня 1914 року вступив офіцером роти в 180-й піхотний полк. З 17 серпня 1915 року — пілот 23-го льотного дивізіону. З грудня 1918 року — знову офіцер роти 180-го піхотного полку. 12 квітня 1920 року звільнений у відставку.
1 липня 1934 року вступив в люфтваффе як офіцер для особливих доручень при Імперському міністерстві авіації, одночасно відряджений в училище розвідувальної авіації Гільдесгайму, 9 жовтня 1934 року — в піхотне училище Дрездена, 7 січня 1935 року — на спеціальний курс Штюльпнагеля, 2 квітня 1935 року — на піхотний курс в Кенігсбрюці, 1 червня 1935 року — в бомбардувальне училище Ютербога, 1 серпня 1935 року — в 2-гу розвідувальну ескадрилью (Котбус), 15 вересня 1935 року — в штабі 2-го вищого авіаційного командира. З 1 листопада 1935 по 30 вересня 1936 року пройшов курс офіцера Генштабу у Військовій академії Берліна. З 1 жовтня 1936 року служив в 123-й розвідувальній ескадрильї. З 1 жовтня 1937 року — консультант 3-го відділу Генштабу люфтваффе. 5 вересня 1938 року відряджений в 100-ту розвідувальну ескадру. З 1 листопада 1938 року служив в Генштабі люфтваффе в Берліні. З 1 лютого 1939 року — командир 21-ї розвідувальної групи 11-ї розвідувальної ескадри.
З 1 вересня 1939 року — 1-й офіцер Генштабу (начальник оперативного відділу) в штабі командувача авіацією групи армій «Північ», з 24 жовтня 1939 року — 2-ї армії. З 11 березня 1940 року — командувач авіацією танкової групи «Кляйст», з 6 серпня 1940 року — 16-ї армії, з 22 червня 1941 року — 1-ї танкової групи, з 5 жовтня 1941 року — 1-ї танкової армії, з 25 лютого 1942 року — групи армій «Південь». З 25 червня 1943 року служив в штабі командування люфтваффе «Південний Схід». З 8 березня 1944 року — комендант аеродрому 5/IV. З 15 квітня 1944 року служив в 2-му військовому управлінні ОКЛ, одночасно був відряджений в командування 17-го військового округу. 10 травня 1945 року взятий в полон американськими військами. 20 квітня 1947 року звільнений.

## Звання
- Лейтенант (22 березня 1914)
- Оберлейтенант запасу (12 квітня 1920)
- Гауптман (1 липня 1934)
- Майор (1 липня 1935)
- Оберстлейтенант (1 жовтня 1937)
- Оберст (1 червня 1940)
- Генерал-майор (1 червня 1943)

## Нагороди
- Залізний хрест 2-го і 1-го класу
- Нагрудний знак пілота-спостерігача (Пруссія)
- Орден Фрідріха (Вюртемберг), лицарський хрест 2-го класу з мечами
- Орден «За військові заслуги» (Вюртемберг), лицарський хрест (5 жовтня 1916)
- Пам'ятний знак пілота (Пруссія)
- Почесний хрест ветерана війни з мечами (1934)
- Нагрудний знак спостерігача
- Медаль «За вислугу років у Вермахті» 4-го, 3-го і 2-го класу (18 років; 2 жовтня 1936) — отримав 3 нагороди одночасно.
- Орден Корони короля Звоніміра 1-го класу з мечами (Незалежна Держава Хорватія)